# Oaks d'Oakland (PCL)
Pour les articles homonymes, voir Oakland Oaks.
Les Oaks d'Oakland (en anglais : Oakland Oaks) sont une ancienne franchise américaine de ligue mineure de baseball qui opéra en Pacific Coast League de 1903 à 1955 en remportant quatre fois le titre.
Malgré ses quatre titres, la franchise peine à se constituer un public fidèle en raison de la concurrence du rival local des Seals de San Francisco. Bon dernier des affluences à l'issue de la saison 1955, la franchise est déplacée à Vancouver au Canada pour donner naissance aux Mounties de Vancouver (1956-1962).

## Palmarès
- Champion de la Pacific Coast League (AAA) : 1912, 1927, 1948, 1950